# 1967 en combiné nordique
| Années du combiné nordique : 1964 - 1965 - 1966 - 1967 - 1968 - 1969 - 1970    |
| Décennies du combiné nordique : 1930 - 1940 - 1950 - 1960 - 1970 - 1980 - 1990 |

Cette page reprend les résultats de combiné nordique de l'année 1967.

## Festival de ski d'Holmenkollen
L'épreuve de combiné de l'édition 1967 du festival de ski d'Holmenkollen fut remportée par l'Allemand de l'Ouest Franz Keller devant l'Est-Allemand Ralph Pöhland. Le Norvégien Markus Svendsen complète le podium.

## Jeux du ski de Lahti
L'épreuve de combiné des Jeux du ski de Lahti 1967 fut remportée par le coureur norvégien Markus Svendsen. Il s'impose devant le coureur est-allemand Ralph Pöhland. Le Norvégien Mikkel Dobloug est troisième.

## Jeux du ski de Suède
L'épreuve de combiné des Jeux du ski de Suède 1967 fut remportée par le vainqueur sortant, le coureur norvégien Mikkel Dobloug. Il s'impose devant son compatriote Markus Svendsen, vainqueur deux ans plus tôt. Le vice-champion sortant, l'Allemand de l'Est Günter Münzner, est troisième.

## Coupe de la Forêt-noire
1967 est l'année de la création de la coupe de la Forêt-noire, à Schonach im Schwarzwald. La première édition de cette épreuve, précurseure de la Coupe du monde, fut l'Allemand Edi Lengg.

## Championnats nationaux

### Championnats d'Allemagne
En Allemagne de l'Est, l'épreuve du championnat d'Allemagne de combiné nordique 1967 fut remportée par Ralph Pöhland, devant le champion sortant, Roland Weißpflog. Comme lors des deux éditions précédentes, Joachim Winterlich se classe troisième.
Les résultats du championnat d'Allemagne de l'Ouest de combiné nordique 1967 manquent.

### Championnat d'Estonie
Le Championnat d'Estonie 1967 s'est déroulé à Toksovo. Il fut remporté par Harry Arv devant le vice-champion sortant, Hasso Jüris, et Raivo Salusaar.

### Championnat des États-Unis
Le championnat des États-Unis 1967 s'est tenu à Putney, dans le Vermont. Comme l'année précédente à Brattleboro, il a été remporté par John Bower.

### Championnat de Finlande
Les résultats du championnat de Finlande 1967 manquent.

### Championnat de France
Les résultats du championnat de France 1967 manquent.

### Championnat d'Islande
Le championnat d'Islande 1967 fut remporté par Birgir Guðlaugsson, qui retrouvait là son titre conquis en 1964.

### Championnat d'Italie
Le championnat d'Italie 1967 fut remporté par Ezio Damolin pour la troisième fois consécutive. Le vice-champion est le même que l'année précédente, Fabio Morandini. Le nom du troisième manque.

### Championnat de Norvège
Le championnat de Norvège 1967 fut remporté par Markus Svendsen, suivi par le champion sortant, Mikkel Dobloug, et par Dag Jensvold.

### Championnat de Pologne
Comme les deux années précédentes, le championnat de Pologne 1967 fut remporté par Józef Gąsienica Daniel (pl), du club « Start Zakopane ».

### Championnat de Suède
Le champion de Suède 1967 est Seppo Höynölä, du club Malmbergets AIF, qui retrouvait là son titre perdu l'année précédente. Le club champion fut le Frösö IF.

### Championnat de Suisse
Le Championnat de Suisse 1967 a eu lieu à Einsiedeln. Le champion 1967 fut Jacky Rochat, devant Alfred Holzer et Josef Furrer.